# Жак Брінкман
Жак Брінкман (нід. Jacques Brinkman, 26 серпня 1966) — нідерландський хокеїст на траві.
Олімпійський чемпіон 1996, 2000 років, бронзовий призер 1988 року, учасник 1992 року.
Чемпіон світу 1990, 1998 років.
Переможець Трофею чемпіонів 2000 року, бронзовий призер 1999 року.